# Рибас, Пау
Пау Рибас (кат. Pau Ribas Tossas; род. 2 марта 1987 года в Барселоне, Испания) — испанский профессиональный баскетболист, играющий на позиции атакующего защитника за клуб «Ховентут».

## Клубная карьера
Клавер начал свою карьеру в молодёжном составе клуба «Ховентут». В 2009 году перешёл в «Басконию», затем — в «Валенсию». В 2015 вернулся в родной город и начал выступать за «Барселону».

## Выступления за сборную
За сборную Испании дебютировал в 2015 году. В том же году он получил золотые медали чемпионата Европы 2015 вместе со сборной. Через четыре года в составе сборной выиграл Чемпионат мира 2019.